# Фарнаваз I
Фарнаваз I (на грузински: ფარნავაზ I) (326 – 234 пр.н.е.) – от династията на Фарнавазианите, е цар на Иверия.
Той е роден през 326 пр.н.е. и става първият иверийски владетел през 299 пр.н.е. Управлява до смъртта си през 234 пр.н.е., когато е наследен от сина си Саурмаг I.